# East Bengal FC
L'East Bengal FC, (precedentemente nota come East Bengal Footbal Club, Kingfisher East Bengal Footbal Club, Soccer Club East Bengal e Sporting Club East Bengal) è una società calcistica indiana di Calcutta, fondata il 1º agosto 1920.
Il club ha vinto in tre occasioni la National Football League (nome con il quale era noto il campionato indiano di calcio tra il 1996 e il 2007): nel 2001, nel 2003 e nel 2004). Attualmente a livello nazionale milita nell'Indian Super League; mentre a quello regionale nella Calcutta Football League, manifestazione riservata alle formazioni della metropoli, in cui ha trionfato 31 volte. Inoltre è l'unica società indiana ad aver vinto l'ASEAN Club Championship nel 2003.
La squadra disputa le partite casalinghe allo stadio "East Bengal Ground" di Calcutta. Tuttavia, vista la limitata capienza dell'impianto, le partite interne che richiamano molto pubblico vengono giocate nello stadio Yuva Bharati Krirangan, che può ospitare fino a 120,000 spettatori.

## Storia

### Fondazione

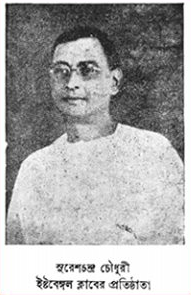
Suresh Chandra Chowdhury

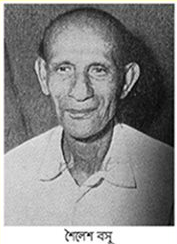
Sailesh Bose

Il 28 luglio 1920, alla vigilia di una partita tra Jorabagan Club e Mohun Bagan, l'allora allenatore del Jorabagan Club decise di mettere fuori rosa il difensore Sailesh Bose, uno dei migliori del club. Subito dopo la decisione dell'allenatore, il vicepresidente del club Suresh Chandra Chaudhuri, chiese invano che Bose fosse incluso nella formazione; e successivamente a seguito della risposta negativa da parte del club decise di dimettersi.
Pochi giorni dopo, il 1º agosto 1920, Chaudhuri assieme a Raja Manmatha Nath Chaudhuri, Ramesh Chandra Sen e Aurobinda Ghosh, formarono il proprio club che prese il nome di East Bengal Club per via delle loro origini.

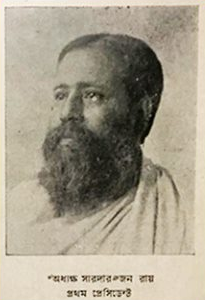
Il Professor Sarada Ranjan Roy, il primo presidente del club

Dopo la creazione del club, Sarada Ranjan Roy venne nominato primo presidente, mentre Suresh Chandra Chowdhury e Tarit Bhusan primi segretari.

### Anni venti - Anni trenta

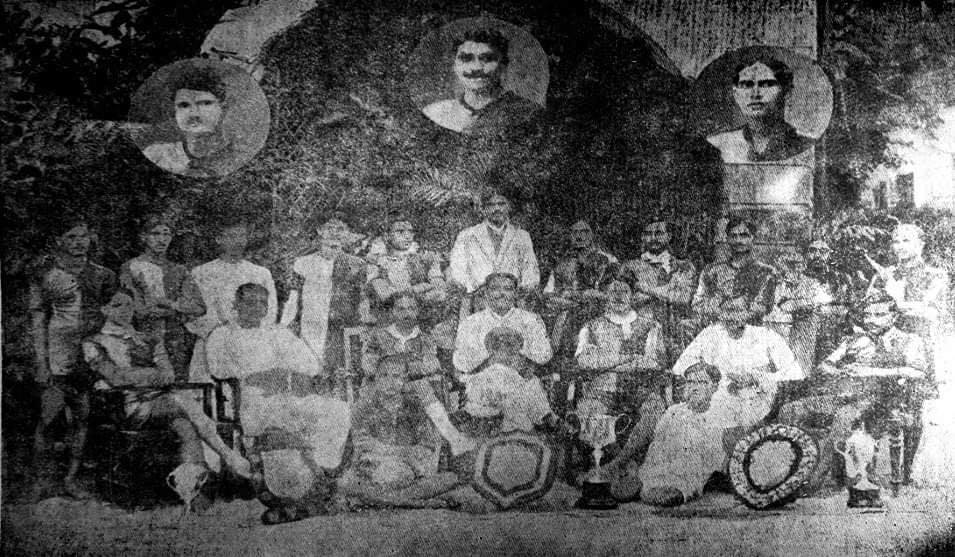
Giocatori e funzionari dell'East Bengal nel 1921

Nello stesso mese della loro formazione, il club ha partecipato al torneo inaugurale dell'Hercules Cup, un torneo riservato solo a sette squadre. L'11 agosto 1920, il club giocò la prima partita sia nel torneo che nella sua storia contro il Metropolitan College, vincendo per 4-0. L'East Bengal alla fine vinse il torneo, ripetendosi l'anno seguente con la vittoria del Khagendra Shield. 
Poco dopo la vittoria del suo secondo trofeo, il club decise di affiliarsi all'Indian Football Association, e consecutivamente alla seconda serie del campionato nazionale.
L'8 agosto 1921, nel corso della semifinale di Cooch Behar Cup conclusasi con un pareggio a reti bianche, il clu disputò il primo derby non ufficiale contro il Mohun Bagan.
Nel 1924, il club vinse l'IFA Second Division e ottenne la promozione diretta in IFA First Division. Tuttavia, a seguito della promozione sorsero delle polemiche sul metodo di promozioni dell'IFA, che acconsentiva la promozione di club soltanto due indiani in IFA First Division a causa della dominazione britannica e della maggiore importanza data alle squadre britanniche. Durante una riunione dell'organo di governo dell'IFA, i nove club britannici, facenti parti della First Division approvarono l'abolizione dell'oppressiva regola indiana del limite dei club.
Nel 1925, l'East Bengal fece il suo debutto in IFA First Division e Mona Dutta divenne il primo marcatore del club, in massima serie. Nello stesso anno il 28 maggio 1925, venne giocato il primo Derby di Calcutta, in maniera ufficiale.

### Anni quaranta - Anni sessanta
Con l'inizio degli anni quaranta, il club che fino ad allora aveva vinto soltanto due trofei, cominciò ad imporsi sul campo nazionale conquistando: la prima IFA First Division nel 1942, seguita dall'IFA Shield nel 1943. Nel 1945 il club centro il primo double della sua storia vincendo l'IFA Shield e la Calcutta Football League.
Nel 1948, il club divenne il primo a vincere contro un club straniero in patria, mentre nel 1949 conquista il primo triplete nella sua storia, conquistando la Calcutta Football League, l'IFA Shield e la Rovers Cup, diventando il primo club indiano a raggiungere tale traguardo.
Dal 1949 al 1953, il club vide una grande ascesa nel mondo del Calcio, grazie al gruppo di giocatori composto da PBA Saleh, Ahmed Khan, P. Venkatesh, Appa Rao e KP Dhanaraj che formavano il famoso "gruppo" dei Pancha Pandava, e grazie al quale il club conquistò tra IFA Shield consecutivi (1949, 1950, 1951), un DCM Trophy (1950) e una Coppa Durand (1951), guadagnandosi nel frattempo il titolo di migliore squadra d'Asia, secondo l'almanacco della Football Association. Dopo la dissoluzione del Pancha Pandava nel 1953, il club continuò a vincere conquistando tra gli anni cinquanta e gli anni sessanta, nove trofei.
Con l'avvento degli anni settanta denominati dal club come "Shonali Doshok", letteralmente "Era d'Oro", il club vinse per sei anni consecutivi dal 1970 al 1975 la Calcutta League,, l'IFA Shield nel 1970 (in finale contro il PAS Teheran davanti a 60.000 spettatori) ed infine la seconda edizione della Federation Cup nel 1978.

### Anni ottanta - Anni novanta
Tra gli anni ottanta e gli anni novanta, il club vinse la Federation Cup nel 1980 e di nuovo nel 1985 e diventò anche il primo club indiano a disputare l'AFC Champions League.
Durante questo periodo il club subì diversi cambiamenti a partire dal 1984, quando Dipak Das acquistò il club trasformandolo prima in una società per azioni privata, poi nel 1998 in una società a responsabilità limitata, con una partecipazione di 50-50 a seguito di una collaborazione con l'United Breweries Group, ribattezzando il Club Kingfisher East Bengal Football Club.

### 2000-oggi
Con l'arrivo del XXI secolo, il club continuò a confermarsi ad altri livelli conquistando tre campionati nazionali tra il 2000 e il 2003, quattro Federation Cup e due supercoppe indiane.
Nel 2018, dopo l'abbandono da parte di Kingfisher, il club venne acquistato dal Quess Corp che ne acquisto il 70% delle azioni ribattezzato il nome in Quess East Bengal Football Club.
Nel 2020, l'anno del centenario la Quess Corp cede il titolo del Club dopo appena un anno, cedendolo alla Shree Cement Ltd. che ne acquisisce il 76% delle azioni e ne cambia il nome in Soccer Club East Bengal.
Un mese dopo, invece il club diventa la seconda squadra (dopo il Bengaluru) che passa ufficialmente dall'I-League all'ISL. Nel giugno 2024 Pronab Dasgupta si dimette dal ruolo di presidente del club e viene sostituito dall'ex campionessa di cricket indiana Jhulan Goswami.

## Stadio

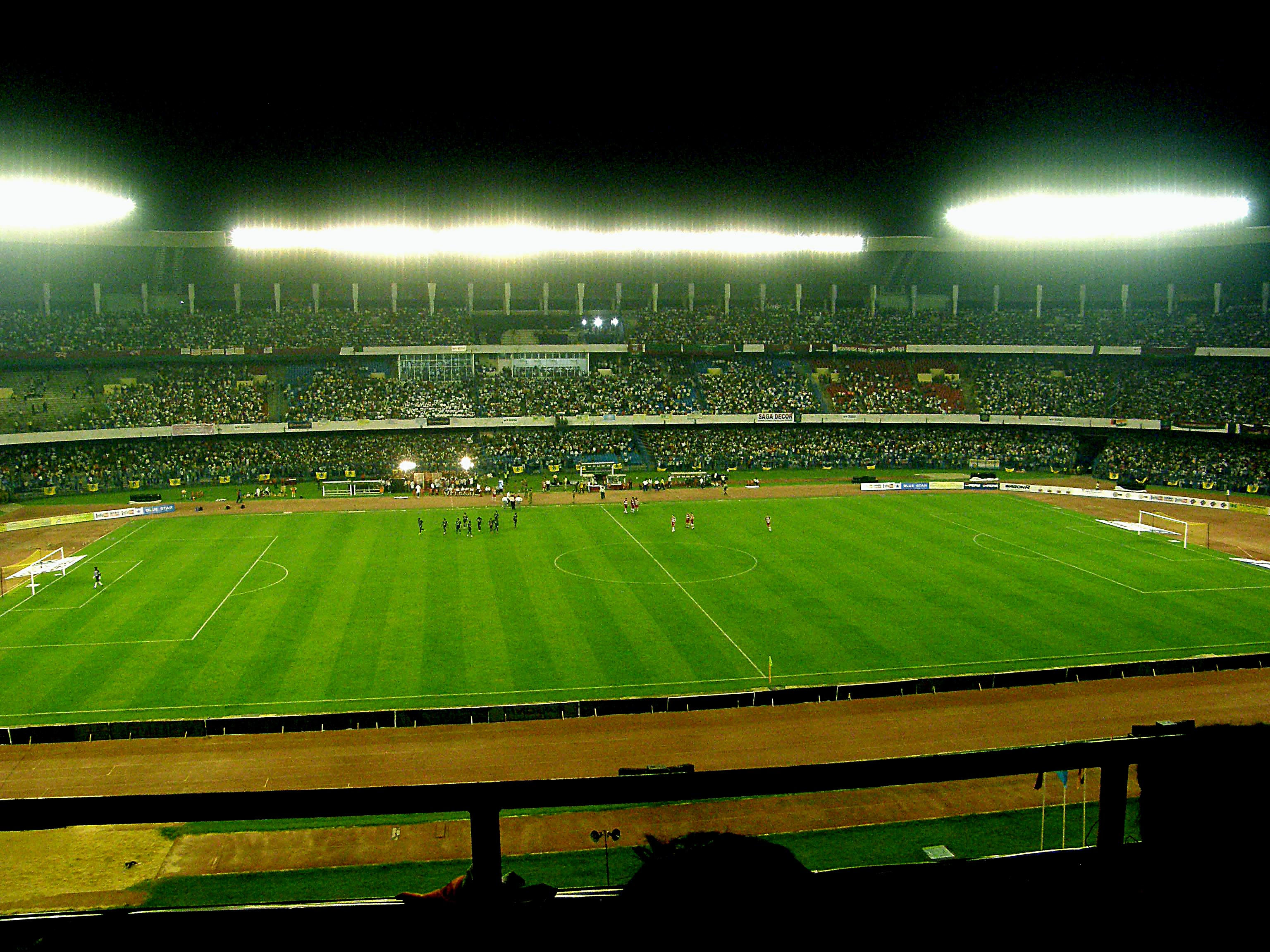
Il Salt Lake Stadium

Il Salt Lake Stadium (in bengalese যুবভারতী ক্রীড়াঙ্গন, Yuba Bharati Krirangan) è uno stadio polivalente in Bidhannagar, Kolkata, West Bengal. È il più grande stadio in India, e il secondo più grande stadio al mondo per capacità tenendo infatti 120.000 posti a sedere.

## Palmarès

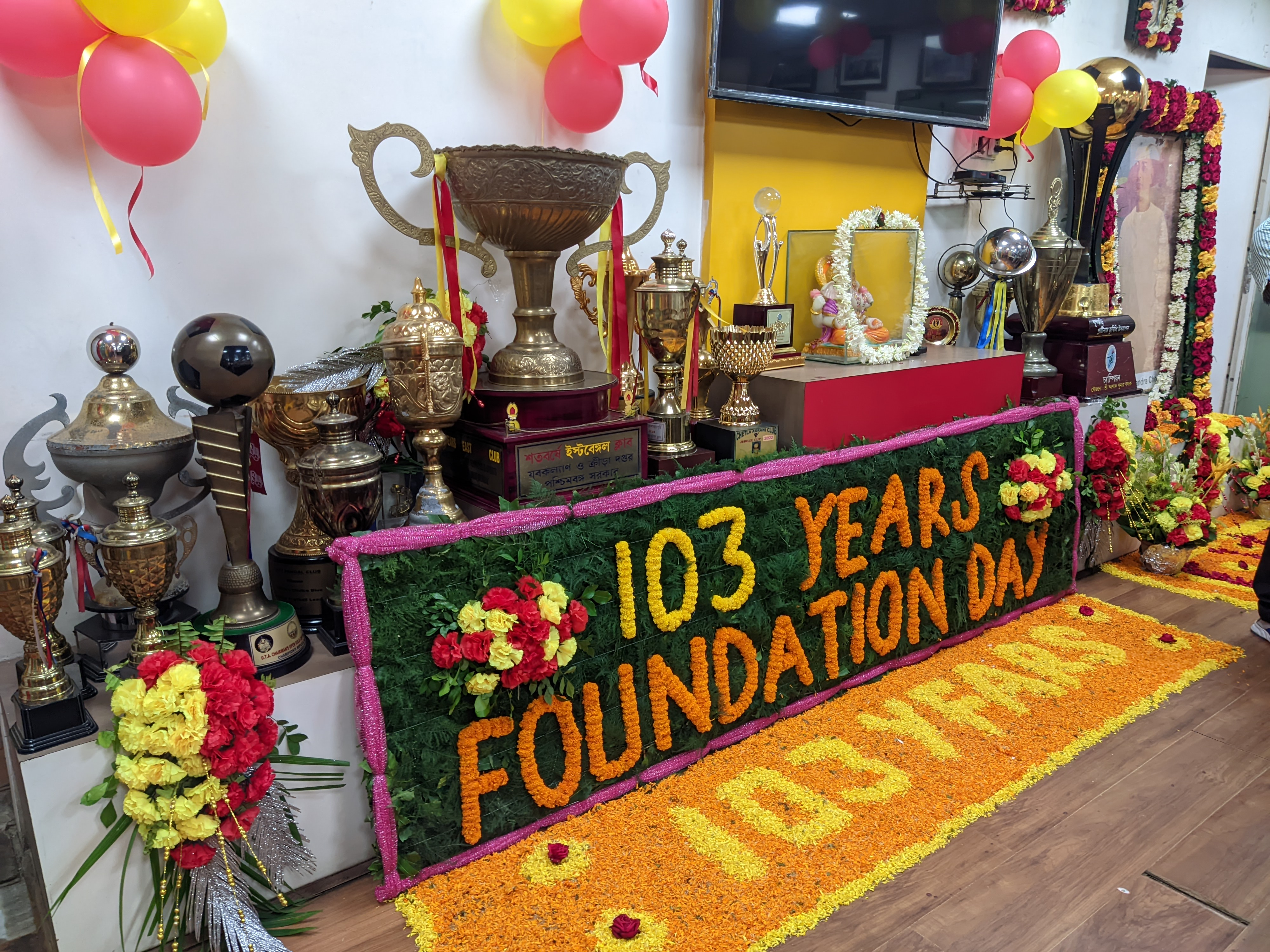
I trofei vinti dal club esposti alla cerimonia del 103º anniversario della fondazione del club.

### Competizioni nazionali
- I-League: 3

2000-2001, 2002-2003, 2003-2004
- Coppa della Federazione indiana: 7

1978, 1980, 1996, 2007, 2009, 2010, 2012
- Super Cup (India): 1

2024

### Competizioni regionali
- Calcutta Football League: 40

1942, 1945, 1946, 1949, 1950, 1952, 1961, 1966, 1970, 1971, 1972, 1973, 1974, 1975, 1977, 1982, 1985, 1987, 1988, 1989, 1991, 1993, 1995, 1996, 1998, 1999, 2000, 2002, 2003, 2004, 2006, 2010, 2011, 2012, 2013, 2014, 2015, 2016, 2017, 2024

### Altri piazzamenti
- I-League:

Secondo posto: 1997-1998, 1998-1999, 2005-2006, 2010-2011, 2011-2012, 2013-2014, 2018-2019, 2019-2020
Terzo posto: 1996-1997, 2004-2005, 2012-2013, 2015-2016, 2016-2017
- Coppa della Federazione indiana:

Finalista: 1984, 1986, 1992, 1995, 1996, 2011
Semifinalista: 1993, 2008, 2016-2017
- Super Cup:

Finalista: 2018
- Coppa dell'AFC:

Semifinalista: 2013

## Organico

### Rosa ISL
| N. |                      | Ruolo | Calciatore             |
| -- | -------------------- | ----- | ---------------------- |
|    | India (bandiera)     | P     | Debjit Majumder        |
|    | India (bandiera)     | P     | Kamaljit Singh         |
|    | India (bandiera)     | P     | Prabhsukhan Singh Gill |
|    | India (bandiera)     | D     | Lalchungnunga          |
|    | India (bandiera)     | D     | Sarthak Golui          |
|    | India (bandiera)     | D     | Harmanjot Khabra       |
|    | Giordania (bandiera) | D     | Hijazi Maher           |
|    | India (bandiera)     | D     | Mohammad Rakip         |
|    | India (bandiera)     | D     | Nishu Kumar            |
|    | India (bandiera)     | D     | Souvik Chakrabarti     |
|    | India (bandiera)     | D     | Gursimrat Singh Gill   |
|    | India (bandiera)     | C     | Sayan Banerjee         |

| N. |                    | Ruolo | Calciatore            |
| -- | ------------------ | ----- | --------------------- |
|    | Spagna (bandiera)  | C     | Saúl Crespo           |
|    | India (bandiera)   | C     | Edwin Sydney Vanspaul |
|    | India (bandiera)   | C     | Nandha Kumar Sekar    |
|    | India (bandiera)   | C     | Mobashir Rahman       |
|    | Francia (bandiera) | C     | Madih Talal           |
|    | Brasile (bandiera) | A     | Cleiton Silva         |
|    | India (bandiera)   | A     | V.P. Suhair           |
|    | India (bandiera)   | A     | Naorem Mahesh Singh   |
|    | India (bandiera)   | A     | PV Vishnu             |
|    | Spagna (bandiera)  | A     | Javier Siverio        |
|    | Grecia (bandiera)  | A     | Dīmītrīs Diamantakos  |

### Rosa 2018-2019
| N. |                   | Ruolo | Calciatore        |
| -- | ----------------- | ----- | ----------------- |
| 1  | India (bandiera)  | P     | Ubaid CK          |
| 3  | Spagna (bandiera) | D     | Borja Gómez       |
| 4  | India (bandiera)  | D     | Kingshuk Debnath  |
| 5  | India (bandiera)  | D     | Kamalpreet Singh  |
| 8  | Spagna (bandiera) | C     | Jaime Santos      |
| 11 | India (bandiera)  | A     | Bali Gagandeep    |
| 17 | India (bandiera)  | C     | Laldanmawia Ralte |
| 20 | India (bandiera)  | C     | Lalrindika Ralte  |
| 25 | India (bandiera)  | D     | Samad Ali Mallick |
| 26 | India (bandiera)  | C     | Bidyasagar Singh  |

| N. |                   | Ruolo | Calciatore            |
| -- | ----------------- | ----- | --------------------- |
| 27 | India (bandiera)  | D     | Lalramchullova        |
| 30 | India (bandiera)  | C     | Brandon Vanlalremdika |
| 32 | India (bandiera)  | P     | Mirshad Michu         |
| 38 | India (bandiera)  | C     | Prakash Sarkar        |
| 40 | India (bandiera)  | P     | Rakshit Dagar         |
| 41 | India (bandiera)  | D     | Manoj Mohammed        |
|    | Spagna (bandiera) | D     | Martí Crespí          |
|    | India (bandiera)  | C     | Naorem Tondomba Singh |
|    | India (bandiera)  | C     | Boithang Haokip       |

### Rosa 2016-2017
| N. |                  | Ruolo | Calciatore          |
| -- | ---------------- | ----- | ------------------- |
| 3  | India (bandiera) | D     | Arnab Mondal        |
| 17 | India (bandiera) | D     | Narayan Das         |
| 5  | India (bandiera) | D     | Rahul Bheke         |
| 8  | India (bandiera) | C     | Mohammed Rafique    |
| 14 | India (bandiera) | C     | Mehtab Hossain      |
| 16 | India (bandiera) | D     | Gurwinder Singh     |
| 19 | India (bandiera) | D     | Robert Lalthlamuana |
| 20 | India (bandiera) | C     | Lalrindika Ralte    |
| 31 | India (bandiera) | P     | Dibyendu Sarkar     |
| 23 | India (bandiera) | C     | Bikash Jairu        |
| 25 | India (bandiera) | C     | Cavin Lobo          |
| 24 | India (bandiera) | D     | Babu Mondal         |
| 30 | India (bandiera) | P     | Luis Barreto        |
| 34 | India (bandiera) | C     | Abhinas Ruidas      |
| 26 | India (bandiera) | A     | Jiten Murmu         |
| 25 | India (bandiera) | D     | Samad Ali Mallick   |
|    | India (bandiera) | C     | Prohlad Roy         |

| N. |                              | Ruolo | Calciatore              |
| -- | ---------------------------- | ----- | ----------------------- |
| 1  | India (bandiera)             | P     | Subhasish Roy Chowdhury |
| 13 | India (bandiera)             | P     | Rehenesh TP             |
| 32 | India (bandiera)             | P     | Abhishek Pal            |
| 50 | India (bandiera)             | D     | Anwar Ali               |
| 2  | India (bandiera)             | D     | Robin Gurung            |
| -  | India (bandiera)             | D     | Koushik Sarkar          |
| 6  | Australia (bandiera)         | A     | Chris Payne             |
| 4  | Uganda (bandiera)            | D     | Ivan Bukenya            |
| 18 | India (bandiera)             | C     | David Lalrinmuana       |
| 11 | India (bandiera)             | C     | Jackichand Singh        |
| 28 | India (bandiera)             | C     | Romeo Fernandes         |
| 12 | India (bandiera)             | C     | Rowllin Borges          |
| 27 | India (bandiera)             | C     | Nikhil Poojari          |
| 10 | Haiti (bandiera)             | A     | Wedson Anselme          |
| 21 | India (bandiera)             | A     | Thongkhosiem Haokip     |
| —  | India (bandiera)             | A     | PV Suher                |
| 9  | Trinidad e Tobago (bandiera) | A     | Willis Plaza            |

### Rosa 2015-2016
| N. |                    | Ruolo | Calciatore                 |
| -- | ------------------ | ----- | -------------------------- |
| 2  | India (bandiera)   | C     | Sehnaj Singh               |
| 3  | India (bandiera)   | D     | Arnab Mondal               |
| 4  | India (bandiera)   | D     | Narayan Das                |
| 5  | India (bandiera)   | D     | Rahul Bheke                |
| 6  | Nigeria (bandiera) | D     | Bello Razaq                |
| 7  | India (bandiera)   | C     | Harmanjot Khabra           |
| 8  | India (bandiera)   | A     | Mohammed Rafique           |
| 9  | India (bandiera)   | C     | Alvito D'Cunha             |
| 10 | Nigeria (bandiera) | A     | Ranti Martins              |
| 11 | India (bandiera)   | C     | Cavin Lobo                 |
| 12 | India (bandiera)   | D     | Deepak Mondal              |
| 13 | India (bandiera)   | P     | Rehenesh TP                |
| 14 | India (bandiera)   | C     | Mehtab Hossain             |
| 15 | India (bandiera)   | C     | Sanju Pradhan              |
| 16 | India (bandiera)   | D     | Gurwinder Singh (capitano) |
| 17 | India (bandiera)   | C     | Joaquim Abranches          |
| 19 | India (bandiera)   | D     | Robert Lalthlamuana        |

| N. |                          | Ruolo | Calciatore           |
| -- | ------------------------ | ----- | -------------------- |
| 20 | India (bandiera)         | C     | Lalrindika Ralte     |
| 21 | Corea del Sud (bandiera) | A     | Do Dong-hyun         |
| 22 | India (bandiera)         | C     | Avinabo Bag          |
| 23 | India (bandiera)         | C     | Bikash Jairu         |
| 26 | India (bandiera)         | P     | Abhra Mondal         |
| 27 | India (bandiera)         | A     | Chinadorai Sabeeth   |
| 28 | India (bandiera)         | C     | Shylo Malsawmtluanga |
| 29 | India (bandiera)         | D     | Saumik Dey           |
| 30 | India (bandiera)         | P     | Luis Barreto         |
| 31 | India (bandiera)         | P     | Diyendu Sarkar       |
| 34 | India (bandiera)         | C     | Abhinas Ruidas       |
| 37 | India (bandiera)         | A     | Jiten Murmu          |
| 38 | India (bandiera)         | D     | Samad Ali Mallick    |
| 40 | India (bandiera)         | C     | Prohlad Roy          |
| 45 | Francia (bandiera)       | D     | Bernard Mendy        |
| -  | India (bandiera)         | D     | Nikhil Poojary       |

### Rosa 2014-2015
| N. |                          | Ruolo | Calciatore        |
| -- | ------------------------ | ----- | ----------------- |
| 1  | India (bandiera)         | P     | Abhijit Mondal    |
| 2  | India (bandiera)         | D     | Raju Gaikwad      |
| 3  | India (bandiera)         | D     | Arnab Mondal      |
| 4  | Australia (bandiera)     | D     | Milan Susak       |
| 5  | India (bandiera)         | D     | Abhishek Das      |
| 6  | India (bandiera)         | A     | Baljit Sahni      |
| 7  | India (bandiera)         | C     | Harmanjot Khabra  |
| 8  | India (bandiera)         | C     | Mohammed Rafique  |
| 9  | India (bandiera)         | C     | Alvito D'Cunha    |
| 10 | Nigeria (bandiera)       | A     | Ranti Martins     |
| 11 | Nuova Zelanda (bandiera) | C     | Leo Bertos MP     |
| 12 | India (bandiera)         | D     | Deepak Mondal     |
| 14 | India (bandiera)         | C     | Mehtab Hossain    |
| 15 | Nigeria (bandiera)       | A     | Dudu Omagbemi     |
| 16 | India (bandiera)         | D     | Gurwinder Singh   |
| 17 | India (bandiera)         | A     | Joaquim Abranches |
| 18 | India (bandiera)         | C     | Subodh Kumar      |
| 19 | India (bandiera)         | D     | Robert Lalthalma  |
| 20 | India (bandiera)         | C     | Lalrindika Ralte  |
| 21 | India (bandiera)         | P     | Dibyendu Sarkar   |
| 22 | India (bandiera)         | C     | Sukhwinder Singh  |
| 23 | India (bandiera)         | D     | Safar Sardar      |
| 24 | India (bandiera)         | C     | Cavin Lobo        |

| N. |                  | Ruolo | Calciatore               |
| -- | ---------------- | ----- | ------------------------ |
| 25 | India (bandiera) | P     | Tyson Caiado             |
| 26 | India (bandiera) | P     | Abhra Mondal             |
| 27 | India (bandiera) | D     | Dhanarajan Radhakrishnan |
| 28 | India (bandiera) | C     | Shylo Malsawmtluanga     |
| 29 | India (bandiera) | D     | Saumik Dey               |
| 30 | India (bandiera) | P     | Luis Barreto             |
| 31 | India (bandiera) | P     | Sandip Pal               |
| 32 | India (bandiera) | A     | Baldip Singh             |
| 33 | India (bandiera) | C     | Dipankar Roy             |
| 34 | India (bandiera) | C     | Abhinas Ruidas           |
| 35 | India (bandiera) | A     | Nilendra Dewan           |
| 36 | India (bandiera) | C     | Deepak Tirkey            |
| 37 | India (bandiera) | A     | Jiten Murmu              |
| 39 | India (bandiera) | C     | Kishan Bag               |
| 40 | India (bandiera) | C     | Prohalad Roy             |
| 41 | India (bandiera) | D     | Souvik Bal               |
| 42 | India (bandiera) | D     | Wasim Akram Mollick      |
| 43 | India (bandiera) | D     | Baidyanath Das           |
| 44 | India (bandiera) | A     | Manas Sarkar             |
| 45 | India (bandiera) | D     | Amit Chakrabarty         |
| 46 | India (bandiera) | C     | Anthony Soren            |
|    | India (bandiera) | P     | Subhasish Roy Chowdhury  |

### Rosa 2012-2013
| N. |                    | Ruolo | Calciatore        |
| -- | ------------------ | ----- | ----------------- |
| 1  | India (bandiera)   | P     | Abhijit Mondal    |
| 2  | India (bandiera)   | D     | Raju Gaikwad      |
| 3  | India (bandiera)   | D     | Arnab Mondal      |
| 4  | Nigeria (bandiera) | D     | Uga Okpara        |
| 5  | India (bandiera)   | D     | Sunil Thakur      |
| 6  | India (bandiera)   | A     | Baljit Sahni      |
| 7  | India (bandiera)   | C     | Harmanjot Khabra  |
| 8  | India (bandiera)   | D     | Naoba Singh       |
| 9  | India (bandiera)   | C     | Alvito D'Cunha    |
| 10 | Nigeria (bandiera) | A     | Chidi Edeh        |
| 12 | India (bandiera)   | C     | Reisangmei Vashum |
| 14 | India (bandiera)   | C     | Mehtab Hossain    |
| 15 | India (bandiera)   | C     | Sanju Pradhan     |
| 16 | India (bandiera)   | D     | Gurwinder Singh   |
| 18 | Nigeria (bandiera) | C     | Penn Orji         |

| N. |                      | Ruolo | Calciatore            |
| -- | -------------------- | ----- | --------------------- |
| 19 | India (bandiera)     | C     | Charan Rai            |
| 21 | India (bandiera)     | C     | Lalrindika Ralte      |
| 23 | India (bandiera)     | A     | Robin Singh           |
| 24 | India (bandiera)     | A     | Cavin Lobo            |
| 25 | India (bandiera)     | D     | Robert Lalthalma      |
| 26 | India (bandiera)     | A     | Manandeep Singh       |
| 27 | Australia (bandiera) | A     | Andrew Barisić        |
| 28 | India (bandiera)     | C     | Jagpreet Singh        |
| 29 | India (bandiera)     | D     | Saumik Dey            |
| 30 | India (bandiera)     | P     | Gurpreet Singh Sandhu |
| 31 | India (bandiera)     | P     | Jayanta Pal           |
| 32 | India (bandiera)     | P     | Priyant Singh         |
| 33 | India (bandiera)     | D     | Saikat Saha Roy       |
| 34 | India (bandiera)     | C     | Subodh Kumar          |
| 35 | India (bandiera)     | C     | Ishfaq Ahmed          |

### Rosa 2010-2011
| N. |                    | Ruolo | Calciatore              |
| -- | ------------------ | ----- | ----------------------- |
| 1  | India (bandiera)   | P     | Abhra Mondal            |
| 22 | India (bandiera)   | P     | Naseem Akhtar           |
| 21 | India (bandiera)   | P     | Sandip Nandy            |
| 31 | India (bandiera)   | P     | Jayanta Pal             |
| 2  | India (bandiera)   | D     | Ravinder Singh          |
| 29 | India (bandiera)   | D     | Saumik Dey              |
| 26 | India (bandiera)   | D     | Mehrajuddin Wadoo       |
| 37 | India (bandiera)   | D     | Rajib Ghosh             |
| 3  | India (bandiera)   | D     | Nirmal Chettri          |
| 5  | India (bandiera)   | D     | Sunil Kumar Thakur      |
| 34 | India (bandiera)   | D     | Sukamal Santra          |
| 16 | India (bandiera)   | D     | Gurwinder Singh         |
| 33 | India (bandiera)   | D     | Saikat Saha Roy         |
| 8  | India (bandiera)   | D     | Naoba Singh             |
| 4  | Nigeria (bandiera) | D     | Uga Samuel Okpara       |
| 19 | India (bandiera)   | D     | Syed Rahim Nabi         |
| 7  | India (bandiera)   | C     | Harmanjyot Singh Khabra |

| N. |                      | Ruolo | Calciatore                 |
| -- | -------------------- | ----- | -------------------------- |
| 9  | India (bandiera)     | C     | Alvito D'Cunha             |
| 24 | India (bandiera)     | C     | Aseem Koraliyadan          |
| 27 | India (bandiera)     | C     | Bengaicho Beokhokhei Singh |
| 32 | India (bandiera)     | C     | Lalchuan Awma              |
| 14 | India (bandiera)     | C     | Mehtab Hossain             |
| 12 | India (bandiera)     | C     | Reisangmei Vashum          |
| 11 | India (bandiera)     | C     | Sanju Pradhan              |
| 17 | India (bandiera)     | C     | Sushanth Mathew            |
| 42 | India (bandiera)     | C     | Bishwajit Natta            |
| 18 | Nigeria (bandiera)   | C     | Penn Orji                  |
| 35 | India (bandiera)     | A     | Budhiram Tudu              |
| 23 | India (bandiera)     | A     | Robin Singh                |
| 25 | India (bandiera)     | A     | Bikash Narjinary           |
| 20 | Australia (bandiera) | A     | Tolgay Ozbey               |
| 15 | India (bandiera)     | A     | Baichung Bhutia            |

### Rosa 2009-2010
| N. |                    | Ruolo | Calciatore              |
| -- | ------------------ | ----- | ----------------------- |
|    | India (bandiera)   | P     | Abhra Mondal            |
|    | India (bandiera)   | P     | Arup Debnath            |
|    | India (bandiera)   | P     | Avijit Ghosh            |
|    | India (bandiera)   | P     | Priyant Kumar Singh     |
|    | India (bandiera)   | D     | Nirmal Chettri          |
|    | India (bandiera)   | D     | Saikat Saha Roy         |
|    | India (bandiera)   | D     | Poibang Poshna          |
|    | India (bandiera)   | D     | Suman De                |
|    | India (bandiera)   | D     | Wasim Feroze            |
|    | Nigeria (bandiera) | D     | Ugah Opara              |
|    | India (bandiera)   | D     | Mehrajuddin Wadoo       |
|    | India (bandiera)   | D     | Moirangthem Govin Singh |
|    | India (bandiera)   | D     | Saheb Ali Gharami       |
|    | India (bandiera)   | D     | Syed Rahim Nabi         |
|    | India (bandiera)   | D     | Saumik Dey              |
|    | India (bandiera)   | D     | Khangebam Jiban Singh   |
|    | India (bandiera)   | C     | Sanju Pradhan           |
|    | India (bandiera)   | P     | Gurpreet Singh Sadhu    |
|    | India (bandiera)   | A     | Manandeep Singh         |

| N. |                      | Ruolo | Calciatore                 |
| -- | -------------------- | ----- | -------------------------- |
|    | India (bandiera)     | C     | Mehtab Hossain             |
|    | India (bandiera)     | C     | Bengaicho Beokhokhei Singh |
|    | India (bandiera)     | C     | Harmanjyot Singh Khabra    |
|    | India (bandiera)     | C     | Chhangte Malsawmkima       |
|    | India (bandiera)     | C     | Sayantan Das Roy           |
|    | Australia (bandiera) | C     | Srećko Mitrović            |
|    | India (bandiera)     | C     | Riston Rodrigues           |
|    | India (bandiera)     | C     | Mumtaz Akhtar              |
|    | India (bandiera)     | C     | Alvito D'Cunha             |
|    | India (bandiera)     | C     | Renedy Singh               |
|    | India (bandiera)     | C     | Budhiram Tudu              |
|    | Ghana (bandiera)     | A     | Abel Hammond               |
|    | India (bandiera)     | A     | Singam Subhash Singh       |
|    | Ghana (bandiera)     | A     | Yusif Yakubu               |
|    | India (bandiera)     | A     | Baichung Bhutia            |

## Staff tecnico
Staff aggiornato al 31 dicembre 2020.
Staff tecnico
- Óscar Bruzón - Allenatore
- Bino George - Vice allenatore
- Javier Pinillos - Allenatore portieri
- Thangboi Singto - Direttore tecnico

Match Analysis
- Joseph Walmsley - Responsabile

Staff Medico
- Jack Inman - Responsabile sanitario